# Płacho-Petriwka
Płacho-Petriwka (ukr. Плахо-Петрівка) – wieś na Ukrainie, w obwodzie ługańskim, w rejonie swatowskim, w hromadzie Biłokurakyne. W 2001 liczyła 299 mieszkańców, spośród których 286 wskazało jako ojczysty język ukraiński, a 13 rosyjski.